# 华阳郡 (南梁)
华阳郡，中国南北朝时设置的郡。
南朝宋侨置郡，寄治梁州（今陕西省汉中市）。南朝梁置华阳郡为华州治，治今四川省广元市北。辖境约当今四川省广元市，属益州。西魏在552年占领华阳郡，将其废除。